# Kondensator elektrolityczny

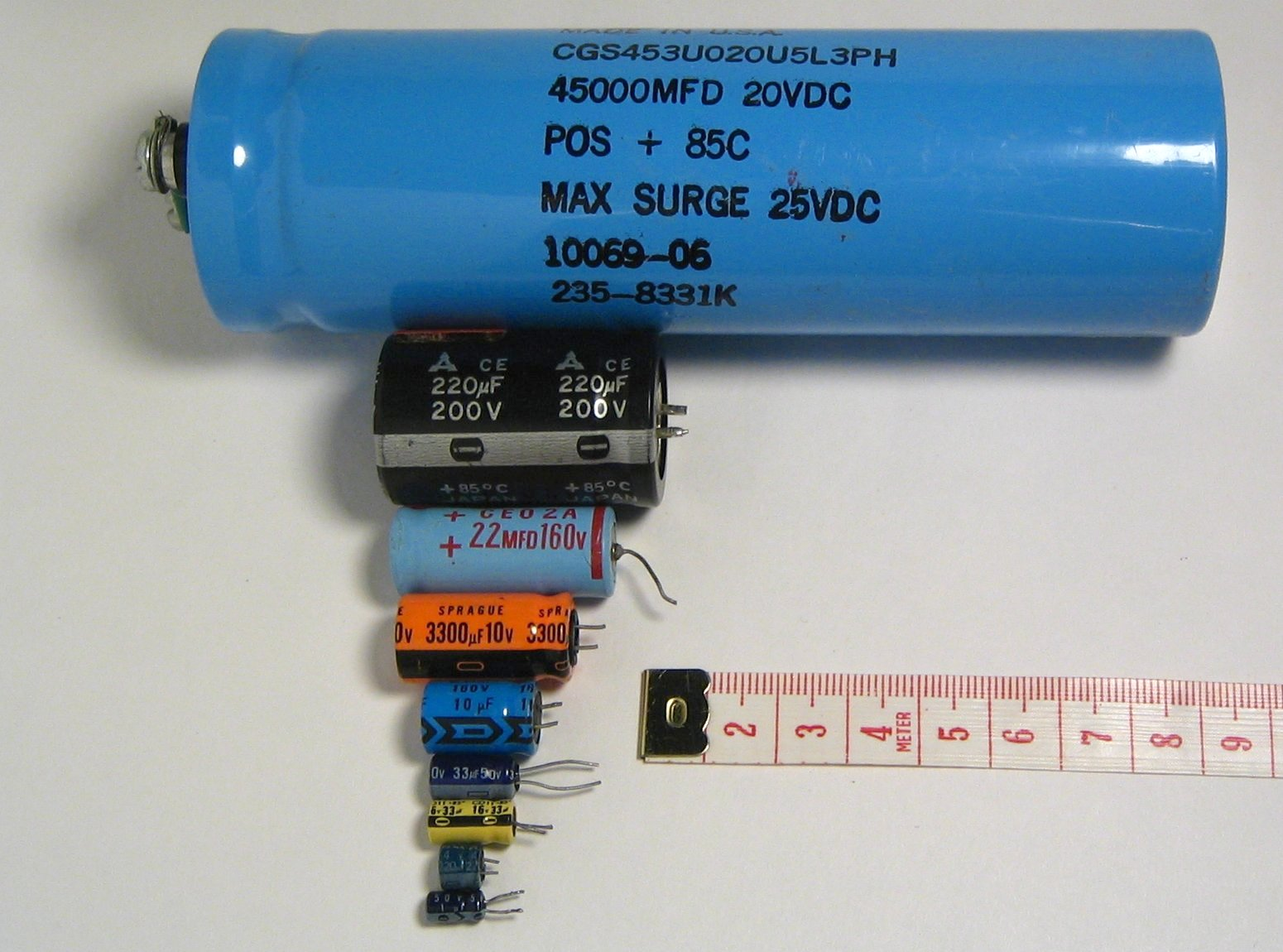
Kondensatory elektrolityczne

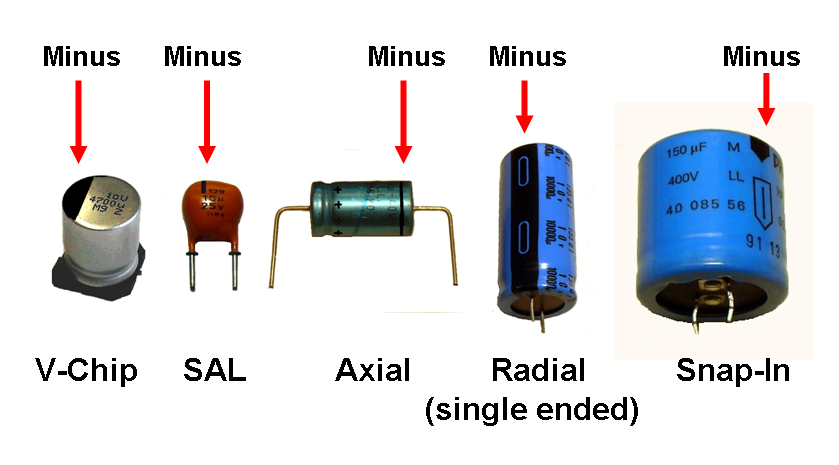
Oznaczenie biegunowości

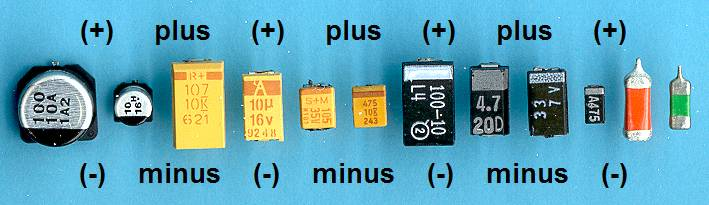
Oznaczenie biegunowości

Kondensator elektrolityczny – typ kondensatora, w którym rolę jednej z elektrod pełni elektrolit. Pozwala na pozyskanie większej pojemności w stosunku do wielkości niż inne rodzaje kondensatorów.
|  |

Kondensator elektrolityczny został wynaleziony i opatentowany w 1896 roku przez polskiego elektrotechnika i przemysłowca Karola Pollaka.

## Budowa
Kondensator elektrolityczny zbudowany jest z elektrody metalowej i elektrolitowej, które podłączone są do wyprowadzeń i rozdzielone są warstwą dielektryka. Elektroda metalowa wykonana jest zazwyczaj z aluminium lub tantalu, a rolę dielektryka pełni cienka warstwa tlenku metalu (np. tlenku glinu).

## Charakterystyka
- duża pojemność,
- małe rozmiary,
- mała rezystancja szeregowa,
- mała indukcyjność szeregowa,
- poprawne działanie tylko dla małych częstotliwości,
- poprawne działanie tylko przy odpowiednim spolaryzowaniu.

## Rodzaje

### Kondensatory elektrolityczne aluminiowe
Dostępne w zakresie pojemności od 100 nF do 1 F, przystosowane do pracy z napięciem stałym rzędu kilkuset woltów. Dielektrykiem jest cienka (< 1 µm) warstwa tlenku glinu.

### Kondensatory elektrolityczne tantalowe
Dostępne w zakresie pojemności do ok. 3000 µF. Dielektrykiem jest cienka warstwa tlenku tantalu(V) (Ta2O5). W porównaniu do kondensatorów aluminiowych, mają znacznie bardziej stabilną pojemność i mniejszą upływność, jak również bardzo niską impedancję przy niskich częstotliwościach pracy.
Nie są jednak odporne na piki napięciowe i ulegają zniszczeniu (któremu może towarzyszyć ich eksplozja), jeśli zostaną odwrotnie spolaryzowane lub narażone nawet na krótkie impulsy napięcia przekraczające ich znamionowe napięcie pracy.

### Kondensatory elektrolityczne niobowe
Mają konstrukcję taką samą jak kondensatory tantalowe i porównywalne z nimi właściwości. Dielektrykiem jest cienka warstwa tlenku niobu(V) (Nb2O5). Oferowane są w wąskim zakresie pojemności i na napięcia do 10 V.

## "Choroba kondensatorów"

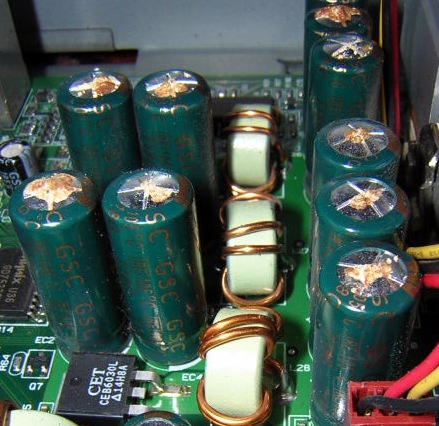
Uszkodzone kondensatory z wyciekającym elektrolitem

W latach 2001–2002 zaczęły się pojawiać liczne doniesienia o awariach komputerów i innego sprzętu wywołanych przez wycieki elektrolitu z aluminiowych kondensatorów elekrolitycznych. Problem dotyczył kondensatorów wielu wytwórców, głównie z Tajwanu. ABIT i IBM były pierwszymi firmami, które oficjalnie przyznały w roku 2002, że ich produkty dotknięte są tego typu awariami na dużą skalę.
Powodem problemu okazało się wytwarzanie wodoru na elektrodach kondensatora, co powodowało wzrost wewnętrznego ciśnienia, rozszczelnienie i wyciek elektrolitu. Jak ustalono, pewien pracownik japońskiej firmy produkującej kondensatory wykradł formułę elektrolitu i otworzył w Chinach fabrykę kondensatorów, a także sprzedał wykradzioną formułę innym producentom. Jednak wykradzione przez niego dane były niepełne, przez co kondensatory napełnione tym elektrolitem ulegały przedwczesnym awariom.
Wprawdzie problem został rozpoznany, jednak według niektórych źródeł, wadliwe kondensatory są wciąż spotykane, nawet w nowych urządzeniach.
Internauci stworzyli, na podstawie doniesień techników naprawiających sprzęt elektroniczny, listę producentów, których niektóre kondensatory dotknięte były tym problemem.